# Pallottolino si getta dalla finestra
Pallottolino si getta dalla finestra (Bout-de-Zan regarde par la fenêtre) è un cortometraggio muto del 1913 diretto da Louis Feuillade.

## Produzione
Il film fu prodotto dalla Société des Etablissements L. Gaumont.

## Distribuzione
Distribuito dalla Société des Etablissements L. Gaumont, uscì nelle sale cinematografiche francesi nel settembre 1913.